# スリーピー・ホロウ (映画)
『スリーピー・ホロウ』（Sleepy Hollow）は1999年製作のアメリカ映画。
「スリーピー・ホロウ」や、ワシントン・アーヴィングが小説化した『スリーピー・ホロウの伝説』を元に、アンドリュー・ケヴィン・ウォーカーが独自の脚色とストーリーを加えたホラー映画である。
幻想的な舞台美術が美しく、同年のアカデミー美術賞を受賞している。また18回もの首切りのシーンがある。

## ストーリー
時は1799年。刑事事件の捜査や裁判において、当局から疑わしいとされた人間が拷問によって無理やり「犯人」であると自白させられ、それが確かな証拠や証言であるかのように扱われる時代のニューヨークにおいて、ニューヨーク市警察の刑事イカボッド・クレーンは科学捜査によって得られた証拠を重要視する、当時においては異端の刑事であった。そんな中ニューヨーク郊外のハドソン川沿いの村で発生した連続首なし殺人事件を解決するために、ニューヨーク市警察からはイカボッドが捜査官として派遣される。
村では既に村長を含め四人が殺されているというのに、地主バルタス、ジェイムズ・ハーデンブルック書記、サミュエル判事、医師トーマス、スティーンウィック牧師といった長老たちまで、二十年前の独立戦争の際に、村付近で討死した残虐なヘシアン（ドイツ人傭兵）が、首なし騎士（ヘッドレス・ホースマン）として蘇り殺人を犯していると真面目に話すのだが、科学による捜査を信条とするイカボッドは、首なし騎士の存在など迷信にすぎないと断じていた。
しかし、実際に首なし騎士の殺人場面に出くわしてしまい、その存在を認めざるを得なくなる。当初は、非現実なオカルトを直視したショックから錯乱していたイカボッドだが恐怖を克服し、バルタスの夢見がちな娘カトリーナと、村長の従者だった父親を首なし騎士に殺された少年マスバスの協力を得て捜査を続行、そして森の奥深くで首なし騎士を呼び寄せる門である「死人の木」を見つけ出す。その一方、イカボッドは毎晩のように魔女と疑われた母親が実の父によって処刑された過去を夢に見て、精神的に追いつめられていく。
そして、怪奇事件の裏に世俗的な陰謀があることに気が付いた彼らにも、恐ろしい魔の手が迫る。
村長、その息子、村長の従者、未亡人、判事、助産師……次々と殺されていく人々と村の有力者の繋がりは、「村長が未亡人と密かに結婚し、彼女が妊娠した子供へ遺産相続させようと遺言した事を知る者」だと気づいたイカボッドは、事件の黒幕は遺産相続を目論む地主のバルタスではないかと疑いを抱く。そしてベッドの下に魔法陣が描かれていたことと、証拠を焼かれたことで、カトリーナとの間に確執ができてしまう。
しかしその夜、首なし騎士はバルタスの後妻ヴァン・タッセル夫人を殺し、村の集会所である教会を襲撃する。混乱の中で村の長老たちも次々に死に、バルタスも首なし騎士に殺されてしまう。生き残ったイカボッドは教会に描かれた魔法陣を見つけたことで、バルタスではなくカトリーナこそが遺産を目当てに首なし騎士を操っていた黒幕だったのだと結論付ける。
傷心のままニューヨークへ帰ろうとするイカボッドだが、たまたま搬送される夫人の死体を目撃し、それが別人であるという事に気がつく。カトリーナの描いた魔法陣は「愛する者を守る」ためのもので、死を偽装した夫人こそが事件の真犯人だと見抜いたイカボッドは、マスバスと共に首なし騎士に襲われるカトリーナを助け出し、夫人から首なし騎士の頭を奪い取る。自分の首を取り戻した首なし騎士は夫人を攫い、死人の木へと飛び込んで姿を消した。
事件を解決したイカボッドは、カトリーナとマスバスを伴ってニューヨークへと帰還を果たす。

## 登場人物
イカボッド・クレーン
本作の主人公。ニューヨーク市警に所属する若い男性捜査官。容疑者への拷問による「自白」が重視される時代遅れの裁判に嫌悪を抱き、科学技術を用いて根拠や証拠を見つける捜査を求める。
教本を見ながらではあったが解剖もできる。ありえない出来事に驚愕することも多いが、基本的に立ち直りは早く、良くも悪くも感情の起伏が激しい一面があり、現実を超越したオカルトを目の当たりにしても、それでも科学捜査で事実やこの事件のきっかけとなった真犯人を見つけようと愚直に頑張る芯の強さを持つ。母親が処刑されたときに棘のついた処刑道具に両手を置いてしまい、その時にできた傷が今でも残っている。
村に訪れた当初は、長老たちが口にする首なし騎士のことを全く信じず、精神異常者の仕業と考えていたが、判事が目の前で首なし騎士に殺されたことで認めざるを得なくなり、首なし騎士の正体を暴くべく捜査を再開する。首なし騎士を操る黒幕の存在や村長の遺産が関係しているとこまでは突き止めるが、黒幕をバルタスと考えたことでカトリーナを怒らせて恨まれてしまい、さらにジュニアの間違った知識の所為で今度はカトリーナが黒幕だと思い込んで深く落ち込む。だが、村を去る間際にある一つの矛盾でヴァン・タッセル夫人の死体が偽者だと見抜き、黒幕のヴァン・タッセル夫人と首なし騎士からカトリーナを守るために最後の戦いに挑む。
カトリーナ・ヴァン・タッセル
村の地主のバルタスの娘。
イカボッドが村に訪れた日のパーティーで、魔女のキスゲームをしている時に偶然居合わせたイカボッドに歓迎のキスをしている。
当初からイカボッドには好意的で、捜査に協力したり悪夢にうなされる彼を慰めたりしていた。まじないにも精通しており、彼の寝室に密かに「愛する者を守る」魔法陣を描いていた（しかし、ジュニアがその魔法陣を相手を呪うためのものと間違ってイカボッドに教えたため、イカボッドに不信感を抱かれる）。彼にまじないの本をあげるが、その本が終盤に彼の命を救うことになる。勤勉な父親のことを尊敬しており、イカボッドが父親を犯人と疑った時は証拠品を焼き、この時ばかりは嫌悪感を露わにしていた。
実母を亡くしているが、ヴァン・タッセル夫人に殺害されていたことが本人の口から明かされる。さらにバルタスの遺言により、遺産をすべてカトリーナに譲ることになっていたため最後の標的となり、首なし騎士に狙われる。
マスバス・ジュニア
村長の従者だったマスバスの息子。母親はすでに他界している。イカボットからは「マスバスくん」と呼ばれている。
父親を首なし騎士に殺害され、犯人を暴くことで敵討ちをしようと決意して、イカボッドに積極的に力添えをする。イカボッドに対する信頼は非常に厚いが、誤解と間違った知識でミスリードさせてしまうこともある。
バルタス・ヴァン・タッセル
村の地主。ヴァン・ギャレット家とは親戚関係で、移住した時にヴァン・ギャレット家からわずかな土地と古い家（その家はかつてヴァン・タッセル夫人のアーチャー家が使用していたもの）を与えられ、そこから必死に勤めたことで村一番の名士となる。
ハーデンブルック書記の自殺後に開く予定だった教会の会合に向かおうとした時に首なし騎士が現れ（この時、ヴァン・タッセル夫人が殺されたと誤認する）、教会に村人たちとともに逃げ込んで籠城する。牧師が追い出そうとしたためイカボッドの銃を奪って対立し、牧師がランカスター医師を撲殺したことで誤って彼を射殺してしまい、半狂乱に陥って別の銃を奪って陰謀と犯人を暴こうとしたが、首なし騎士が投げたロープで結ばれた木の杭が窓を突き破って身体を貫き、そのまま窓から教会の外に引きずり出されて首を斬られて死亡する。
ヴァン・ギャレット家とは親戚関係ゆえに殺された彼らの遺産が自分のものになるため、標的となってしまった。
ヴァン・タッセル夫人
バルタスの現在の妻であり、カトリーナの継母。看護師として雇われ、前妻が死去した後にバルタスと結婚する。イカボッドを親身に接し、時には彼女自らが世話をしていた。
その正体はヴァン・ギャレット家に奉公していたアーチャー家の双子の娘の姉。母親は魔術を使えたことが原因で父親が死去した後一家は追い出され、村はずれの西の森に追いやられた。母から魔術を教わり、一年後に母が死んだ後は妹とともにひっそりと暮らしていた。ある日、薪拾いをしている時に軍に追われているドイツ人傭兵（のちの首なし騎士）と遭遇し、わざと薪を折って音を発することで軍に傭兵の居場所を教え、彼を死に追いやった。その後、ヴァン・ギャレット家への復讐と遺産を手に入れることを目論み、埋葬された傭兵の首を掘り起こして手に入れ、魔術で首なし騎士として復活させた、一連の事件の黒幕。
本性は冷酷で狡猾、目的のためなら手段を選ばず、遺産を得るために長老たちを脅迫や誘惑で手懐け、首なし騎士を操って遺産に関わる者たちを次々と殺させた。さらに、カトリーナの実母、身代わり目的で下女のサラ、「死人の木」をイカボッドに教えた実の妹までも自らの手で殺害した。
殺したサラの死体を使って自分の死を偽装し、バルタス殺害後に自分が死んだと思っていたカトリーナの前に現れ、自分を見て気を失った彼女を風車小屋に連れ去り、目を覚ました彼女に自分の正体を明かし、最後の標的としてイカボッドたちを首なし騎士に襲わせた。先回りして「死人の木」に辿り着いたイカボッドを銃撃するが、カトリーナが彼にあげたまじないの本で防がれてしまい、首なし騎士の頭蓋骨を取り戻そうとするイカボッドともみ合っていたところをジュニアに殴られて気絶する。そして、目を覚ますと首を取り戻した騎士に抱えられており、そのまま「死人の木」の中に連れて行かれて最期を遂げる。
スティーンウィック牧師
村の長老の一人。長老の中では一番の長身で体格が良い。イカボットの科学捜査には否定的で、解剖を神をも恐れぬ行為と不快感を露わにしている。
村長とウィンシップ未亡人の結婚を密かに執り行ったため、ヴァン・タッセル夫人に篭絡されて言いなりになっていた。教会に籠城した時に標的のバルタスを外に出そうとして対立し、ランカスター医師が真実を喋ろうとしたため彼を十字架で撲殺するが、バルタスに撃たれて死亡する。
トーマス・ランカスター医師
村の長老の一人。既婚者。医師繋がりでイカボットと関わることが多く、気を失ったり負傷したりする彼の診察をしている。だが、イカボッドの科学捜査には懐疑的で、牧師と同じく解剖を快く思っていない。
診察でウィンシップ夫人が身ごもったことを知り、下女のサラと不倫していることをヴァン・タッセル夫人に脅されて言いなりになっていた。教会に籠城した時にバルタスに真実を話そうとして牧師に十字架で殴られて死亡する。
サミュエル・フィリップス判事
村の長老の一人。長老の中で一番の肥満体。酒好き。魔除けとして十字架を持ち歩いている。マスバスの死亡後、イカボッドに彼が「五人目の被害者」であることを密かに教えた。その後、身の危険を感じて夜に村から逃げようとしたが、首なし騎士が現れて首を斬られ死亡した。
実はウィンシップ夫人に村長の子供を身ごもったことを相談されており、ヴァン・タッセル夫人に酒で買収されて言いなりになっていた。村から逃げようとしたため、口封じのために標的となってしまった。
ジェイムズ・ハーデンブルック書記
村の長老の一人。村の公証人。臆病な性格で、いつもビクビクと怯えている。
村長がウィンシップ未亡人に遺産を相続されるための遺言状を作成したため、ヴァン・タッセル夫人に脅されて言いなりになっていた。その後、殺人事件にまで発展した罪悪感と首なし騎士の恐怖に耐え切れず、首を吊って自殺した。
ジョナサン・マスバス
ヴァン・ギャレット家の元従者。イカボッドが村に訪れた日に櫓の見張り番をしており、その日の晩に首なし騎士が現れ、必死に逃げるも追いつかれて首を斬られる。
実は村長の遺言状の証人になっていたため、標的となってしまった。
キリアン
助産師の妻・ベスと幼い一人息子・トーマスを持つ男性。イカボットの捜査にも協力的だった。家に踏み込んできた首なし騎士からベスとトーマスを守ろうと立ち向かうも、敵わず斧で首を斬られ死亡。ベスもトーマスを床下に隠した後に首を斬られ、トーマスも首なし騎士が去る間際に感付かれて床を斧で破壊されて引きずり出されて殺された（トーマスだけ首を斬られた描写がない）。
ベスはウィンシップ夫人が妊娠していることを知り、それをキリアンの前でヴァン・タッセル夫人に話したことで、口封じのために標的となってしまった。
ブロム・ヴァン・ブラント
カトリーナのボーイフレンドで、村の若者たちのリーダー格。よそ者で彼女と親しくしているイカボッドのことを快く思っておらず、首なし騎士に変装して捜査していたイカボッドにジャック・オー・ランタンを投げつけるイタズラをした。キリアン一家を殺害した首なし騎士と遭遇し、イカボッドとともに立ち向かい必死に戦うも、胴体を両断されて死亡する。唯一、標的ではない犠牲者で、死因も首ではなく胴体を切られたものであったことから、これにより首なし騎士の意思ではなく、何らかの陰謀で首なし騎士を操っている者がいるとイカボッドが気付く切っ掛けとなる。
ピーター・ヴァン・ギャレット
スリーピー・ホロウの村長。村で発生した首無し事件の2番目の被害者。息子が操る馬車に乗って何処かへ移動中、何者かに襲撃され息子ともども殺害されてしまう。
殺害される一週間ほど前に息子のダークと言い争っていた姿が村人に目撃されている。
ダーク・ヴァン・ギャレット
スリーピー・ホロウの村長であるピーターの息子。首無し事件の最初の被害者であり、父を乗せた馬車の御者をしていた最中に首を切り落とされて殺害された。
ウィンシップ
村の未亡人。ヴァン・ギャレット親子が殺された一週間後に首なし騎士に襲われて首を斬られる。
ピーターと密かに結婚して子供を身ごもり、遺産を存続されることになっていたため標的となり、首を斬られた後、お腹の子供も刺されていた。
サラ
ヴァン・タッセル家の下女。捜査に来たイカボッドを歓迎していた。
実はランカスター医師と不倫関係を持っていた。身代わり目的でヴァン・タッセル夫人に首を斬られ殺害される。
森の魔女
森の深い場所に住んでいる魔女。首なし騎士の情報を求めに訪れたイカボッドに「死人の木」のことを教えた。
正体はヴァン・タッセル夫人の双子の妹。「死人の木」をイカボッドに教えたことが姉の逆鱗に触れ、首を斬られて殺害されてしまう。
首なし騎士（ヘシアン）
独立戦争でイギリス側のドイツの王子が送り込んだ誰よりも殺戮を好んだとされるドイツ人傭兵。
歯を牙のように鋭く研いだ恐ろしい風貌で、あらゆる戦場に黒い馬（デアデビル）に跨って現れ、剣と斧を振るって敵の首を次々と刎ねて殺していた。20年前に戦犯として軍に追われ、村の近くの森で逃げ込んだ時に双子の少女と遭遇し、静かにするように頼むも片方の少女（のちのヴァン・タッセル夫人）が裏切って軍に居場所を知られてしまい、戦いの末致命傷を負い最期は自分の剣で首を斬られ死亡した。遺体は埋葬されて剣を墓標代わりに刺され、20年後には埋葬された場所に「死人の木」が育っていた。
ヴァン・タッセル夫人によって復活した後は、「死人の木」の中からデアデビルに跨って現れ、標的の首を次々と刎ねてまわっていた（唯一、ウィンシップ未亡人の身ごもった子供のみ、未亡人の死体の腹を刺して殺害）。生前の強さに加え、すでに死んでいるため不死身であり、刃物もマスケット銃もまったく効かない。一方で、標的以外の人物は基本的に相手にせず、襲い掛かっても追い払う程度で、作中で標的以外に殺したのはしつこく襲い掛かったブロムのみ（しかも、首を斬っていない）。また、神聖な教会の敷地内に入ることが出来ず、自身の得物も敷地内に放り投げるとすぐに朽ち果ててしまうが、柵の杭を引き抜きロープにつないで、それを教会の中にいる標的（バルタス）に投げて刺し、そのまま引き寄せて首を斬り殺害するなど、恐ろしい殺人術の持ち主でもある。
終盤、ヴァン・タッセル夫人の命令で、イカボッドたちを殺すために執拗に追跡し、カトリーナを殺す寸前のところでイカボッドから自分の頭蓋骨を受け取り、頭蓋骨をそのまま首にはめると生前の風貌となった。その後、イカボッドたちを殺すのを止めてデアデビルに跨り、自分を死に追いやったヴァン・タッセル夫人を抱えて「死人の木」から開かれていた地獄へと帰って行った。
イカボッドの母親
イカボッドが小さい頃に魔女の疑いで鉄の処女で処刑された。

## キャスト
| 役名                             | 俳優                                    | 日本語吹替 | 日本語吹替   |
| 役名                             | 俳優                                    | ソフト版   | テレビ東京版 |
| -------------------------------- | --------------------------------------- | ---------- | ------------ |
| イカボッド・クレーン             | ジョニー・デップ                        | 平田広明   | 堀内賢雄     |
| カトリーナ・ヴァン・タッセル     | クリスティーナ・リッチ                  | 小島幸子   | 片岡身江     |
| バルタス・ヴァン・タッセル       | マイケル・ガンボン                      | 村松康雄   | 石田太郎     |
| ヴァン・タッセル夫人             | ミランダ・リチャードソン                | 一城みゆ希 | 駒塚由衣     |
| ブロム                           | キャスパー・ヴァン・ディーン            | 鈴木正和   | 成田剣       |
| イカボッド・クレーンの母親       | リサ・マリー                            | 浜野ゆうき | 小林優子     |
| 首なし騎士                       | クリストファー・ウォーケン              | なし       | なし         |
| 首なし騎士(スタント)             | レイ・パーク                            | なし       | なし         |
| スティーンウィック牧師           | ジェフリー・ジョーンズ                  | 小形満     | 堀勝之祐     |
| ジェイムズ・ハーデンブルック書記 | マイケル・ガフ                          | 益富信孝   | 岡部政明     |
| キリアン                         | スティーブン・ウォディントン            |            | 大川透       |
| トーマス・ランカスター医師       | イアン・マクダーミド                    | 篠原大作   | 千田光男     |
| ニューヨーク市長                 | クリストファー・リー                    | 篠原大作   | 糸博         |
| マスバス                         | マーク・ピッカーリング                  | 矢島晶子   | 宮田幸季     |
| サミュエル・フィリップス判事     | リチャード・グリフィス                  | 島香裕     | 西村知道     |
| 巡査部長                         | アラン・アームストロング                | 星野充昭   | 宝亀克寿     |
| ピーター・ヴァン・ギャレット     | マーティン・ランドー （クレジットなし） |            |              |

- ソフト版：初回放送2017年8月12日『サタ☆シネ』

その他：石田博英
- テレビ東京版：初回放送2002年9月12日『木曜洋画劇場』

その他：浅井清己、中博史、伊藤和晃、藤貴子、滝沢久美子

## 評価
レビュー・アグリゲーターのRotten Tomatoesでは124件のレビューで支持率は70%、平均点は6.40/10となった。Metacriticでは35件のレビューを基に加重平均値が65/100となった。